# Thomas David Jones
Thomas David Jones dr. (Baltimore, Maryland, 1955. január 22. –) amerikai űrhajós.

## Életpálya
1977-ben a Haditengerészeti Akadémián (USAF Academy) kiváló eredménnyel mérnöki oklevelet kapott. Hat évet szolgált B–52D Stratofortress légijármű parancsnokaként. Több mint 2000 órát töltött a levegőben. 1983-1988 között az University of Arizona keretében doktori fokozatára készült (Ph.D.). 1989-1990 között a Központi Hírszerző Ügynökség (CIA) programirányító mérnöke. 1990-től a Science Applications International Corporation (Washington) vezető tudósa.
1990. január 17-től a Lyndon B. Johnson Űrközpontban részesült űrhajóskiképzésben. Négy űrszolgálata alatt összesen 53 napot, 00 órát és 49 percet (1272 óra) töltött a világűrben. Három űrséta alatt 19 órát töltött az űrrepülőgépek kívül. Űrhajós pályafutását 2001. szeptember 7-én fejezte be. 2001-től a NASA térbeli műveleteinek tanácsadója, a Florida Institute for Human Machine vezető kutatója. 2006-2009 között NASA tanácsadó. 2012-től a Planetary Resources, Inc. tanácsadója.

## Űrrepülések
- STS–59, az Endeavour űrrepülőgép 6. repülésének küldetés specialistája. A legénység a Space Radar Laboratory (SRL–1) platformot üzemeltetve vizsgálta az emberi civilizáció nyomait, jeleit a világűrből és ezek hatásait a természetes környezetre. Első űrszolgálata alatt összesen 11 napot, 5 órát és 49 percet (270 óra) töltött a világűrben. 7 571 762 kilométert (4 704 875 mérföldet) repült, 183 alkalommal kerülte meg a Földet.
- STS–68, az Endeavour űrrepülőgép 7. repülésének küldetés specialistája. Globális környezeti változások tanulmányozása egy környezeti és geológiai program keretében. A Föld felszínéről radartérképet készítettek. Több mint 14 000 fényképet készítettek. Második űrszolgálata alatt összesen 11 napot, 5 órát és 46 percet (270 óra) töltött a világűrben. 7 569 092 kilométert (4 703 216 mérföldet) repült, 182 kerülte meg a Földet.
- STS–80, a Columbia űrrepülőgép 21. repülésén küldetés specialistája, missziós szakember. Ez volt a leghosszabb űrrepülés, de technikai okok miatt nem tudták végrehajtani a legfőbb műveleteket (műholdak pályára állítása, a tervezett Nemzetközi Űrállomás (ISS) építésének egyik tervezett lépése lett volna. Harmadik űrszolgálata alatt összesen 17 napot, 15 órát 53 percet és 18 másodpercet töltött a világűrben. 10,9 millió kilométert tett meg, 279 alkalommal kerülte meg a Földet.
- STS–98, a Atlantis űrrepülőgép 23. repülésének küldetés specialistája. A ISS-re szállították az amerikai Destiny laboratóriumot. Negyedik űrszolgálata alatt összesen 12 napot, 21 órát és 21 percet (309 óra) töltött a világűrben. 8 500 000 kilométert (5 300 000 mérföldet) repült, 171 alkalommal kerülte meg a Földet.